# Euparagiinae
De Euparagiinae vormen een onderfamilie van de plooivleugelwespen (Vespidae). Deze onderfamilie had vroeger een wereldwijde verspreiding, maar nu is hun leefgebied aanzienlijk verkleind tot het zuidwesten van de Verenigde Staten en het noordwesten van Mexico. Sporadisch kan men ze ook zuidelijker aantreffen in woestijnen.
Deze groep wespen werd vroeger in de onderfamilie Masaridae geclassificeerd. Tegenwoordig worden de Euparagiinae beschouwd als een aparte onderfamilie en een zustergroep van de Vespidae.

## Taxonomie
- Soort Euparagia boregoensis
- Soort Euparagia desertorum
- Soort Euparagia maculiceps
- Soort Euparagia platiniceps
- Soort Euparagia richardsi
- Soort Euparagia scutellaris
- Soort Euparagia siccata
- Soort Euparagia timberlakei
- Soort Euparagia unidentata
- Soort Euparagia yuma